# Río Möll
El río Möll (presumiblemente del esloveno, "escombros") es un río en el noroeste de Carintia en Austria, un afluente por la izquierda del Drava. 

## Curso
El río nace en la cordillera del Alto Tauern de los Alpes centrales del este en el glaciar Pasterze, al pie del Grossglockner, la montaña más alta de Austria. Desemboca después de 84 km cerca de Möllbrücke en el Drava. Al comienzo de su curso, en el extremo sureste del glaciar Pasterze, está confinado para formar el embalse Margaritze, desde donde se desvía parte del agua a través de túneles de presión por e la cadena principal alpina y el monte. Wiesbachhorn a los embalses de la central hidroeléctrica de Verbund en Kaprun, Salzburgo. 

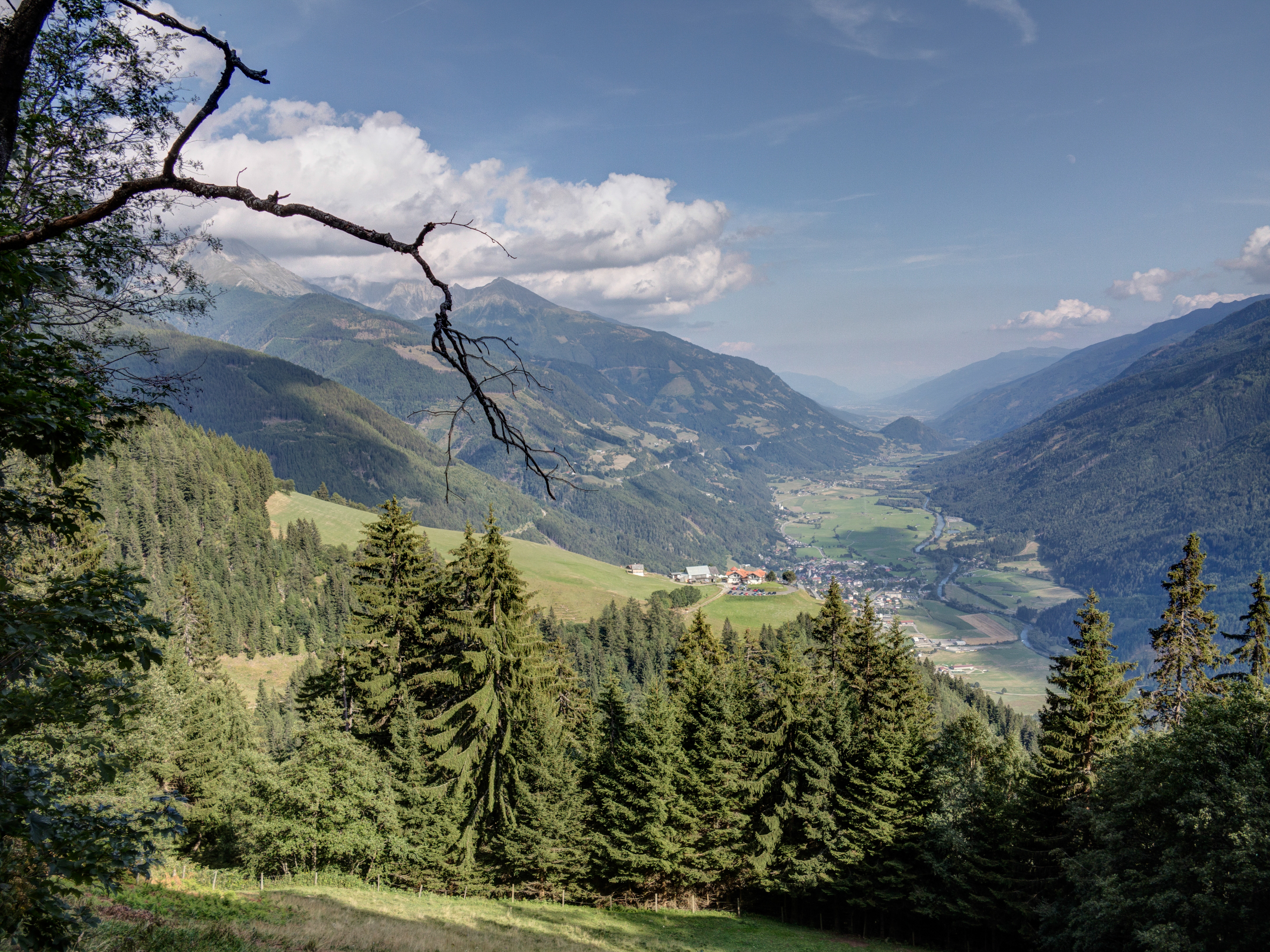
Valle del Möll cerca de Obervellach

El Möll discurre luego hacia Heiligenblut, paralelo a la carretera alpina Grossglockner High, y más hacia el sur, separando las montañas del Grupo Schober en el oeste del Grupo Goldberg en el este. En el municipio de Winklern, cerca de la frontera con el Tirol (Tirol Oriental) en el puerto de Iselsberg, gira hacia el este y pasa por la parte baja del valle del Möll (en alemán: Mölltal) a lo largo del borde norte del Grupo Kreuzeck. 
Aguas abajo, cerca de Stall, las aguas del Möll son retenidas nuevamente en el embalse de Gößnitz. En Obervellach, al curso del río se une la línea del ferrocarril de Tauern paralela y que desciende de Mallnitz y de la entrada sur del túnel de Tauern. Cerca de Kolbnitz y su confluencia con el Drava, el Möll es retenido una vez más para crear el depósito de compensación de Rottau. Desde aquí, parte del agua se desvía a la central eléctrica de Malta-Reisseck en Möllbrücke. 
El Möll es un popular río de aguas bravas en kayak y uno de los ríos de rafting preferidos en Carintia. 

## Galería

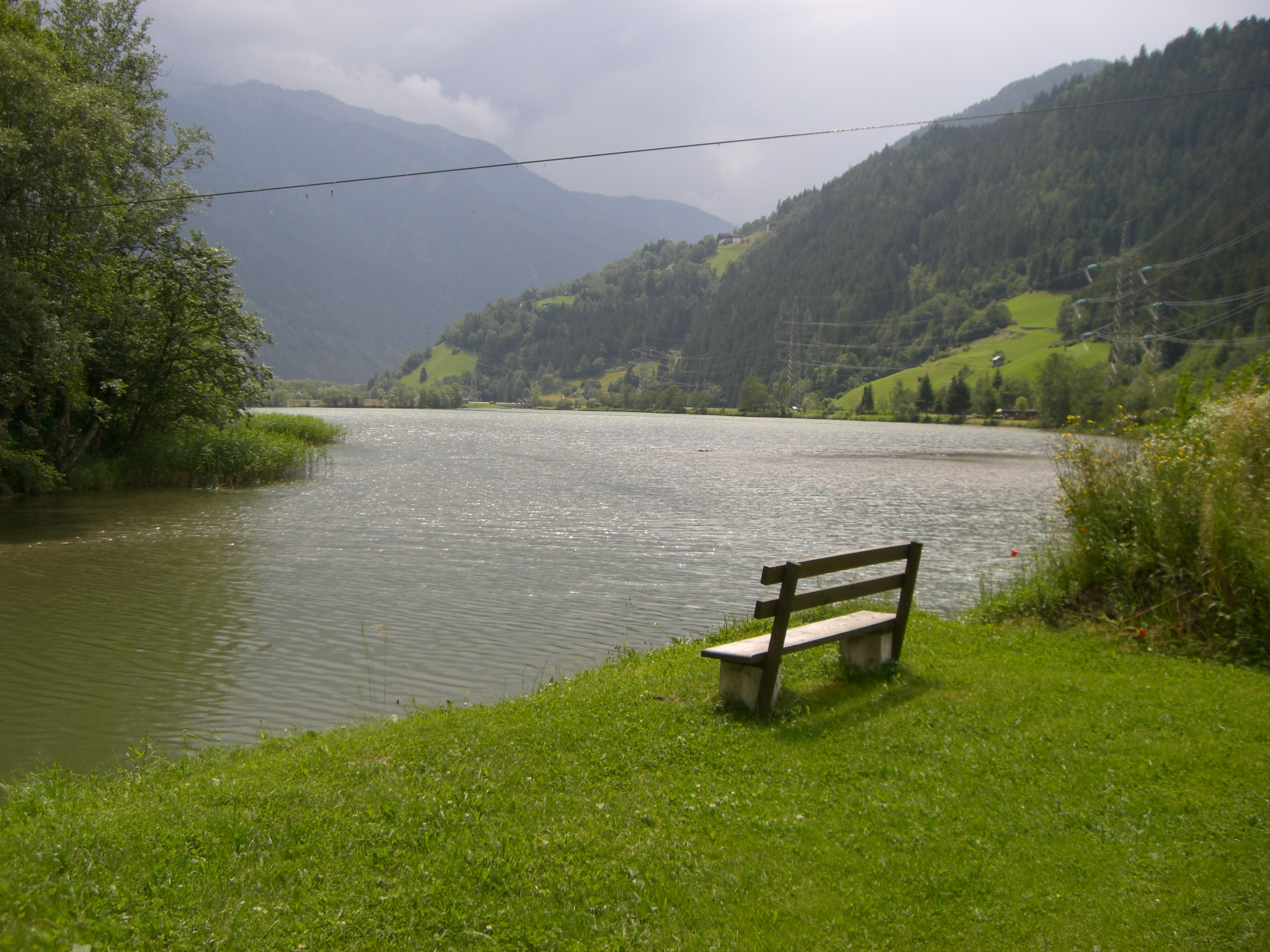
Embalse de Gößnitz
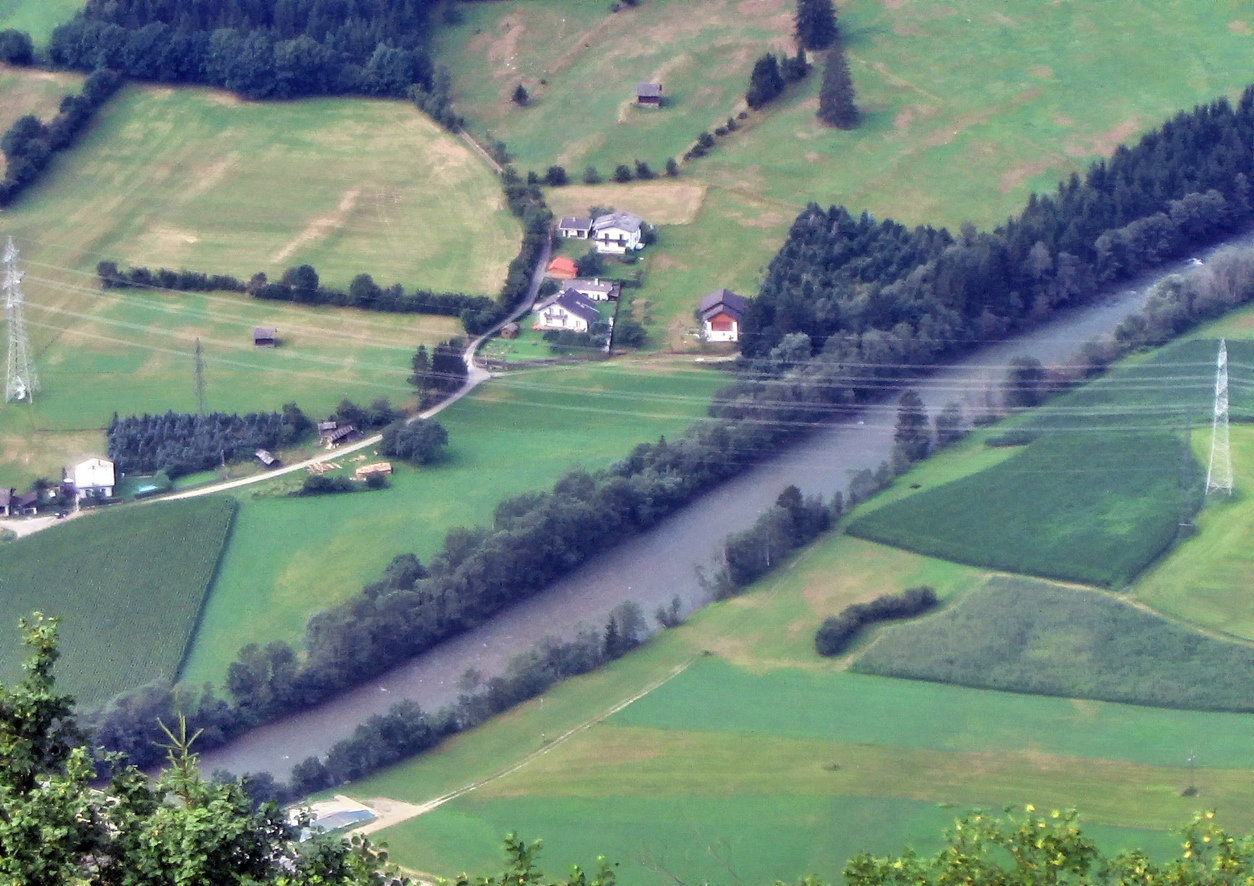
El Möll cerca de Penk, visto desde el Zwenberg
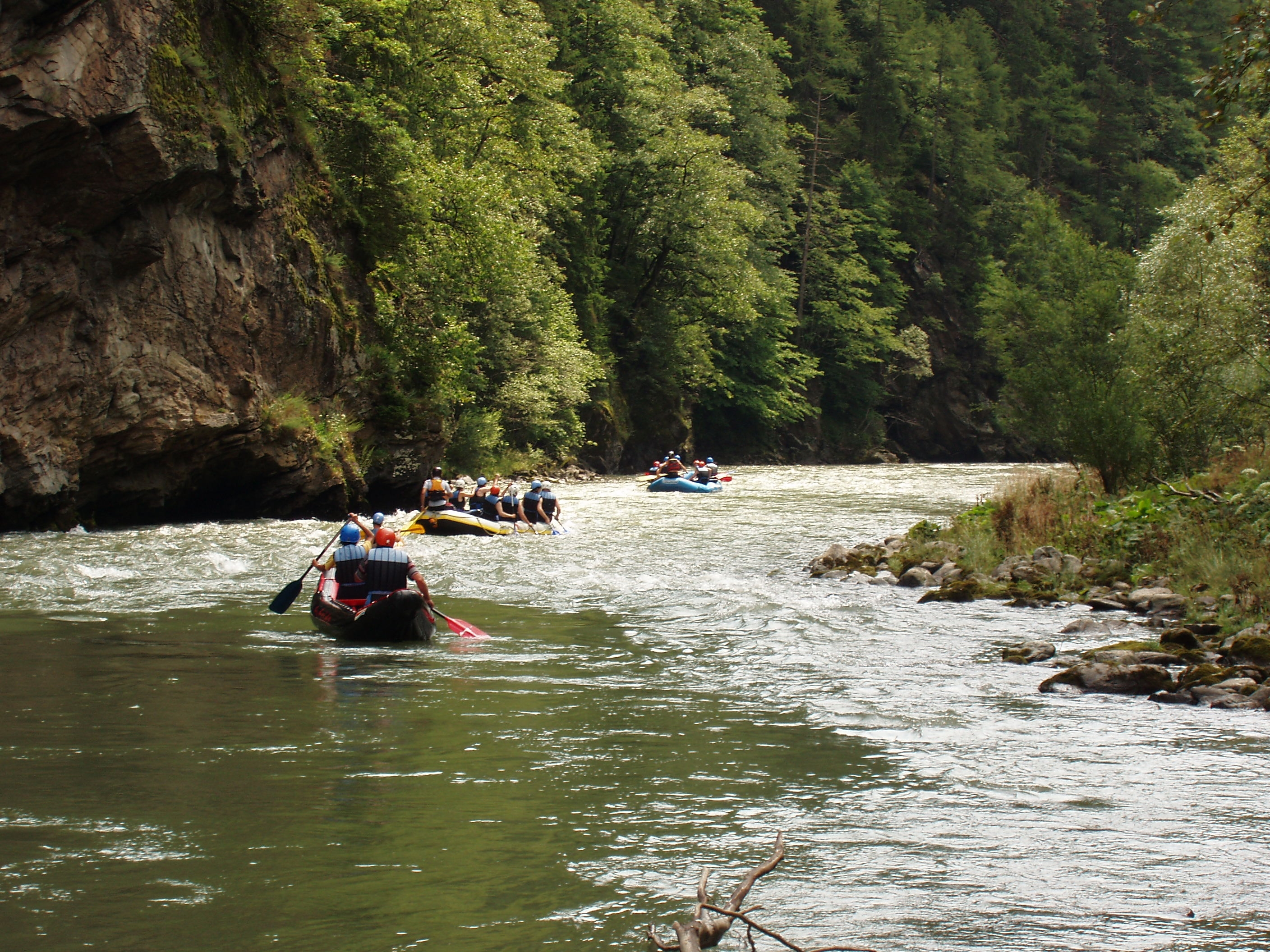
Rafting cerca de Napplach
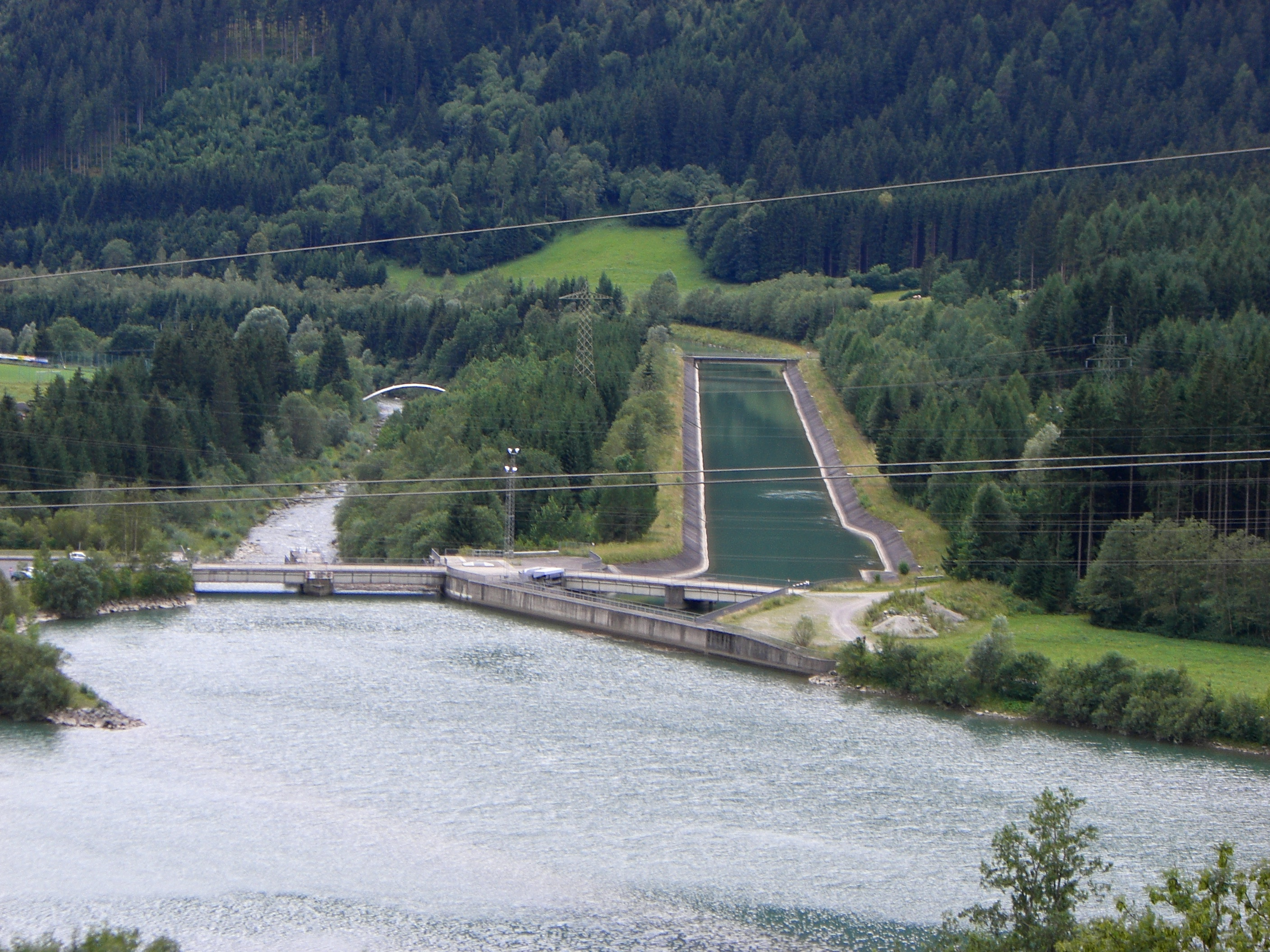
Depósito de compensación de Rottau. A la derecha el canal Oberwasser, que conduce a la central eléctrica del valle del Möll. A la izquierda el lecho natural del río, a través del cual discurre solo una parte del agua.
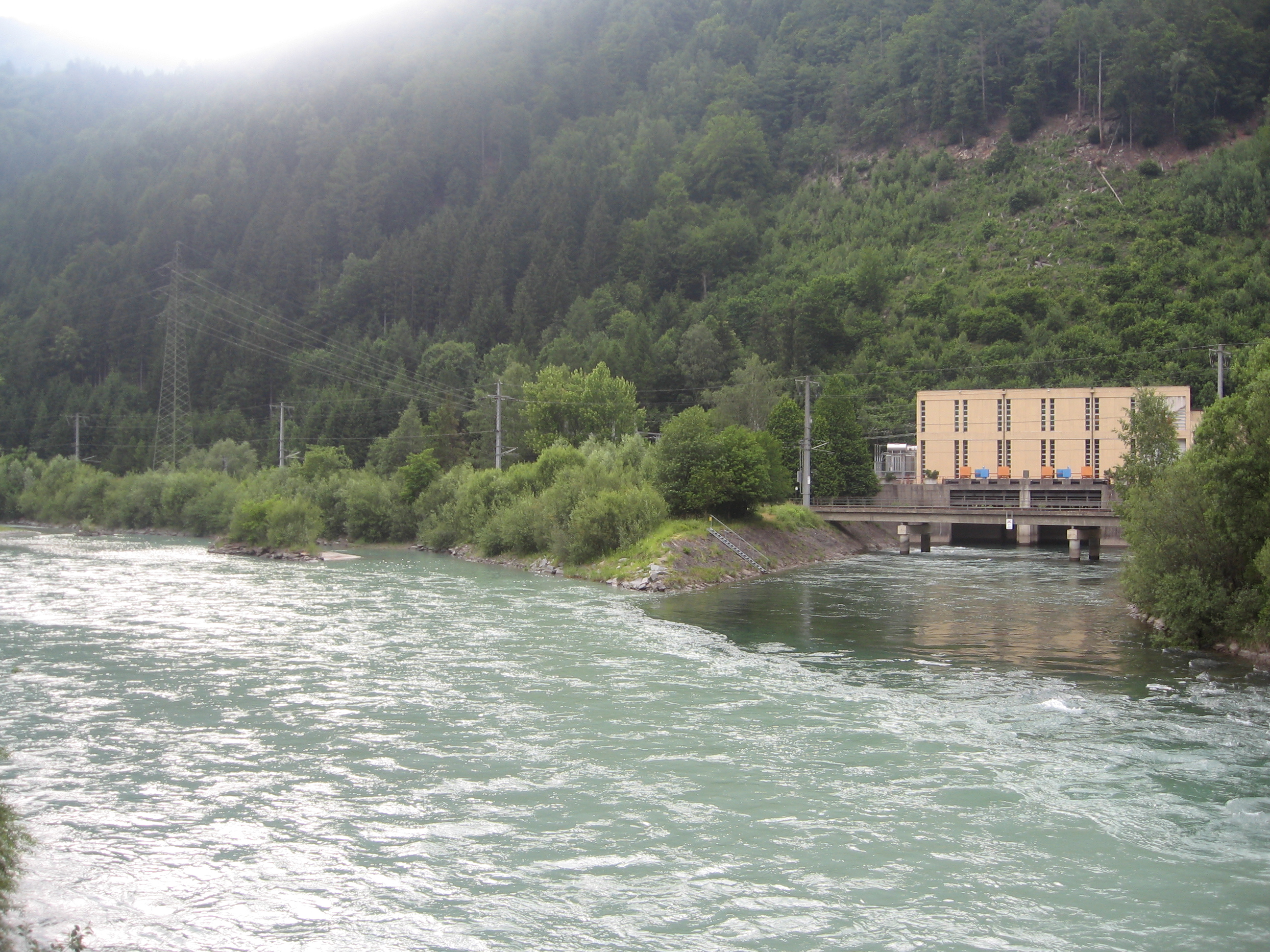
Central eléctrica del valle de Möll. El agua se desvía al Drau antes de la desembocadura real del Möll (izquierda).